# 霍曼鎮區 (阿肯色州米勒縣)
霍曼鎮區（英語：Homan Township）是位於美國阿肯色州米勒縣的一個行政鎮區。

## 地方資料
霍曼鎮區的面積為134.03平方千米，當中陸地面積為130.27平方千米，而水域面積為3.76平方千米。根據2010年美國人口普查的數據，當地共有人口144人，而人口密度為每平方千米1.07人。